# Obermitterdorf
Obermitterdorf je naselje v Občini Ruda v Okraju Velikovec na Koroškem v Avstriji.